# 골디락스 경제
골디락스(Goldilocks)는 뜨겁지도 차갑지도 않은 적당한 무언가를 일컫는 용어이다. 영국 전래동화 《골디락스와 곰 세 마리(Goldilocks and the Three Bears)에 등장하는 소녀의 이름 골디락스(Goldilocks)에서 유래한 것으로, 소녀는 곰이 끓인 세가지 스프 중 뜨거운 것과 차가운 것, 그리고 적당한 것 중에서 적당한 것을 먹고 기뻐한 것에서 따온 말이다. 대표적인 예시로 경제학에서 뜨겁지도, 차갑지도 않은 호황을 일컫는 골디락스 경제가 있다.

## 골디락스 경제
골디락스 경제(Goldilocks economy)는 경제가 높은 성장을 이루고 있더라도 물가상승이 없는 이상적인 상황을 지칭하는 경제용어이다.
골디락스란 용어가 경제분야에서 자주 사용된 것은 1990년대 후반이다. 당시 미국경제는 수년간 4%이상의 고성장을 달성하면서도 낮은 실업률과 인플레이션 상태를 유지하는 이례적인 호경기를 누렸다. 많은 전문가들은 1990년대 후반 미국 경제상황을 가리켜 골디락스 혹은 골디락스 경제라고 표현하고 있다. 당시 미국경제는 정보기술(IT)등으로 대변되는 신기술의 발달로 생산성이 향상되어 물가상승을 동반하지도 않고도 높은 경제성장을 달성할 수 있었다. 한편 영국의 '파이낸셜타임스'지는 2004년 중국경제가 9.5%의 고도성장을 이루면서 물가상승이 거의 없었다며, 중국경제가 골디락스에 진입하였다고 기사화하기도 하였다.

## 골디락스 가격
골디락스라는 용어는 판매전략에도 응용되고 있는데 골디락스 가격(Goldilocks Pricing)이란 판촉기법의 하나로 가격이 아주 비싼 상품과 싼 상품, 중간가격의 상품을 함께 진열하여 소비자가 중간가격 상품을 선택하도록 유도하는 전략을 말한다. 극단적인 선택보다는 평균값에 가까운 것을 선택하는 경향을 이용한 판매기법으로, 예를 들면 레스토랑에서 주요 판매대상 와인은 병당 3만원 내외의 와인이지만 1만원 이하 저가와인과 10만원 이상의 고가와인을 같이 판매하는데, 이는 고가와인을 판매할 의도보다는 중간가격 와인을 많이 팔리게 하려는 전략이다.